# نشان‌گذاری جغرافیایی

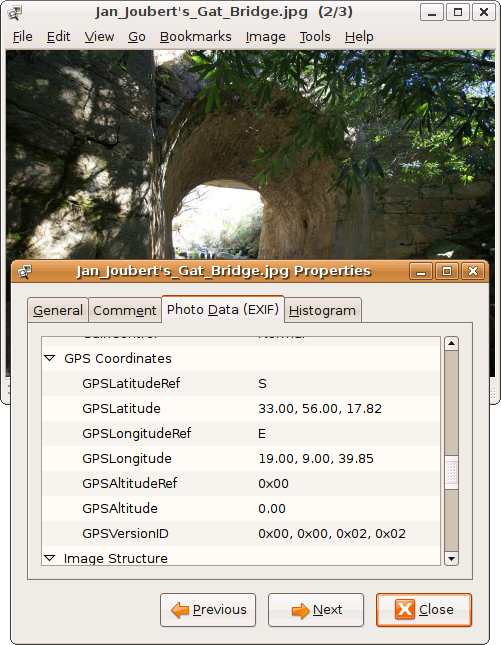
نشان‌گذاری جغرافیایی که در تصویر نشان داده‌شده‌است.

نشان‌گذاری جغرافیایی یا ژئوتگینگ (به انگلیسی: Geotagging) فرایندی است که در آن امکان اضافه کردن موقعیتِ مکانی و شناسهٔ فراداده‌ها در ابزارها و رسانه‌هایی همچون: عکس، فیلم، وب سایت، اس‌ام‌اس، یا فید rss فراهم می‌شود.